# 꼭두각시

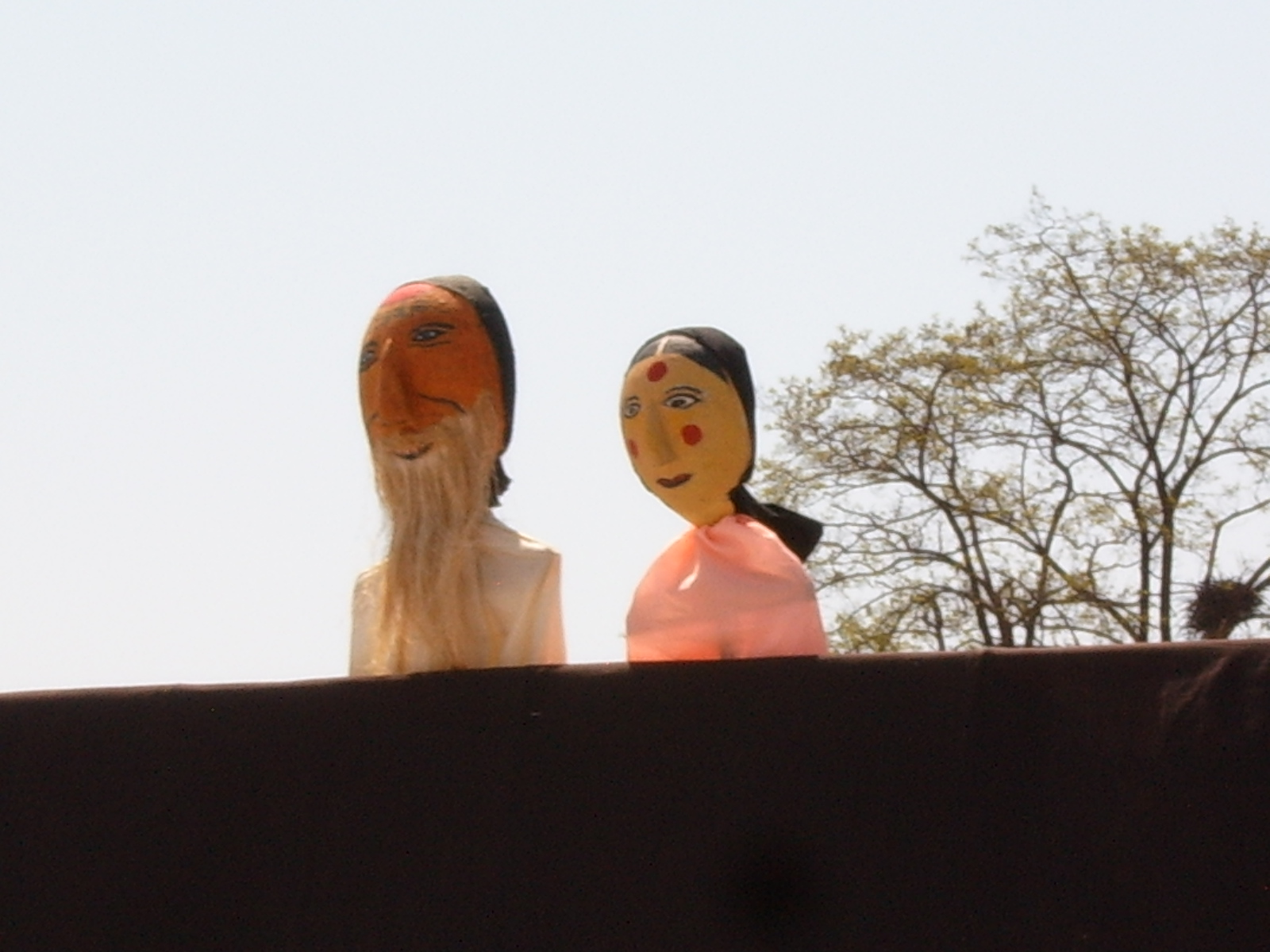
'남사당놀이'에서 쓰이는 '꼭두각시' 인형

꼭두각시(영어: puppet)라는 이름은 원래 한국 민속 인형극인 '박첨지 놀이'에서 박첨지의 아내 역으로 '나무로 깎아 만들어 기괴한 탈을 씌워 노는 젊은 색시 인형'을 가리키던 말이다. 그러던 것이 “꼭두각시놀음” 전체를 아울러 사람이 움직여 노는 물체를 이르는 말로 쓰인다. 다른 말로는 목덜미를 잡고 논다고 하여 '덜미'라고도 한다.
여기서 '꼭두'를 인형극계에서는 흔히 공연을 위한, 사람에 의해 조종되는 물체를 이르는 말로도 쓴다. 인형과 비슷하지만 인형의 사전적 의미와 구분하고 공연을 위한 물체(오브제;object)를 포함하여 사람 모양의 장난감을 일러 '인형'(영어: doll)과 대비하여 '꼭두'(영어: puppet)라고 이른다. '괴뢰'(傀儡)라고 하고, 나무로 만들어졌다 하여 '목우'(木偶)라고도 한다.
'꼭두'라는 이름은 몽골어 godor(고도르)가 '곽독(중국어: 郭禿 궈투[*])으로 음역되었다가 곡독, 곡둑, 곡도, 꼭둑, 꼭두 같이 바뀌었다는 '외국어 유래설'이 일반적이나 우리말에서 '꼭두'가 '윗 부분', '가장 빠른 때' 등을 이르고 말뿌리 '꼭-'이 비슷하게 쓰이는 보기를 들어 '토착어설'도 만만치 않아 확실치는 않다.
더 나아가서는, 고대 셈족의 '우가리트(Ougarit) 신화'에 나오는 '구스'(gdš)라는 말이 인형을 가리키는 집시말 '쿠클리'(kukli), 인도말 '쿠쿨라'(kukula), 중국말 '곽독'을 거쳐, 한국말 '꼭두', 일본말 '구구쓰'(クグツ)로 옮겨 왔다는 설도 있다.

## 같이 보기
- 꼭두각시놀음
- 꼭두극
- 망석중
- 인형
- 인형극